# Cigaritis homeyeri
Cigaritis homeyeri is een vlinder uit de familie van de Lycaenidae. De wetenschappelijke naam van de soort is voor het eerst gepubliceerd in 1886 door Hermann Dewitz.
De soort komt voor in Kameroen, Gabon, Congo-Brazzaville, Congo-Kinshasa, Oeganda, Kenia, Tanzania, Angola, Zambia, Mozambique, Zimbabwe en Namibië.